# Hruotland
Hruotland, auch Hruodland, im Deutschen und Französischen traditionell Roland, im Baskischen Errolan, im Spanischen Roldán oder Orlando, im Katalanischen Rotllà und im Italienischen Orlando genannt (* um 736; † 15. August 778 bei Roncesvalles), war Graf der bretonischen Mark (Cenomanien, um Angers) im Frankenreich Karls des Großen.
Er fungierte als Befehlshaber der Nachhut des fränkischen Heeres, mit dem Karl einen Feldzug gegen die Mauren geführt hatte, die beim Rückzug im Pyrenäen-Pass bei Roncevaux (span. Roncesvalles) nochmals angegriffen und vernichtet wurde. Allerdings erfolgte die Attacke – entgegen der späteren Legende – nicht durch muslimische Mauren, sondern durch christliche Basken, die nach der Plünderung Pamplonas durch die Franken auf Rache sannen.
Hruotland soll, der Sage zufolge, in Blaye beerdigt worden sein, das angebliche Grab wurde jedoch während der Französischen Revolution zerstört. Andere namhafte Kämpfer der Nachhut sollen an verschiedenen anderen Stätten (Belin-Beliet, Dax, Elne u. a.) ihre Ruhestätte gefunden haben, z. B. Graf Eginhard und Graf Anselm.

## Der historische Roland
Es gibt nur ein belegtes Dokument, in dem die historische Figur Hruotland/Roland erwähnt wird, die Vita Karoli Magni des Einhard. Hier findet sich die lateinische Passage:

Adjubat in hoc facto Vascones et levitas armorum et loci, in quo res gerebatur, situs. Contra Francos et armorum gravitas et loci iniquitas per omnia Vasconibus reddidit impares. In quo proelio Eghartus, regiae mensae praepositus, Anshelmus, comes palatii, et ‚Rotlandus‘ britannici littoris (limitis) praefectus, cum aliis pluribus interficiuntur.

„Es kam den Basken bei dieser Tat die leichte Bewaffnung und die Lage des Schlachtfeldes zustatten. Die Franken waren durch die Schwere ihrer Waffen und die ungünstige Örtlichkeit in allem gegen die Basken im Nachteil. In diesem Treffen wurden Eghart, des Königs Truchsess, der Pfalzgraf Anselm und Rodland (Roland), der Heerführer des bretannischen Grenzbezirks, nebst anderen getötet.“

## Rolandssage und Literatur

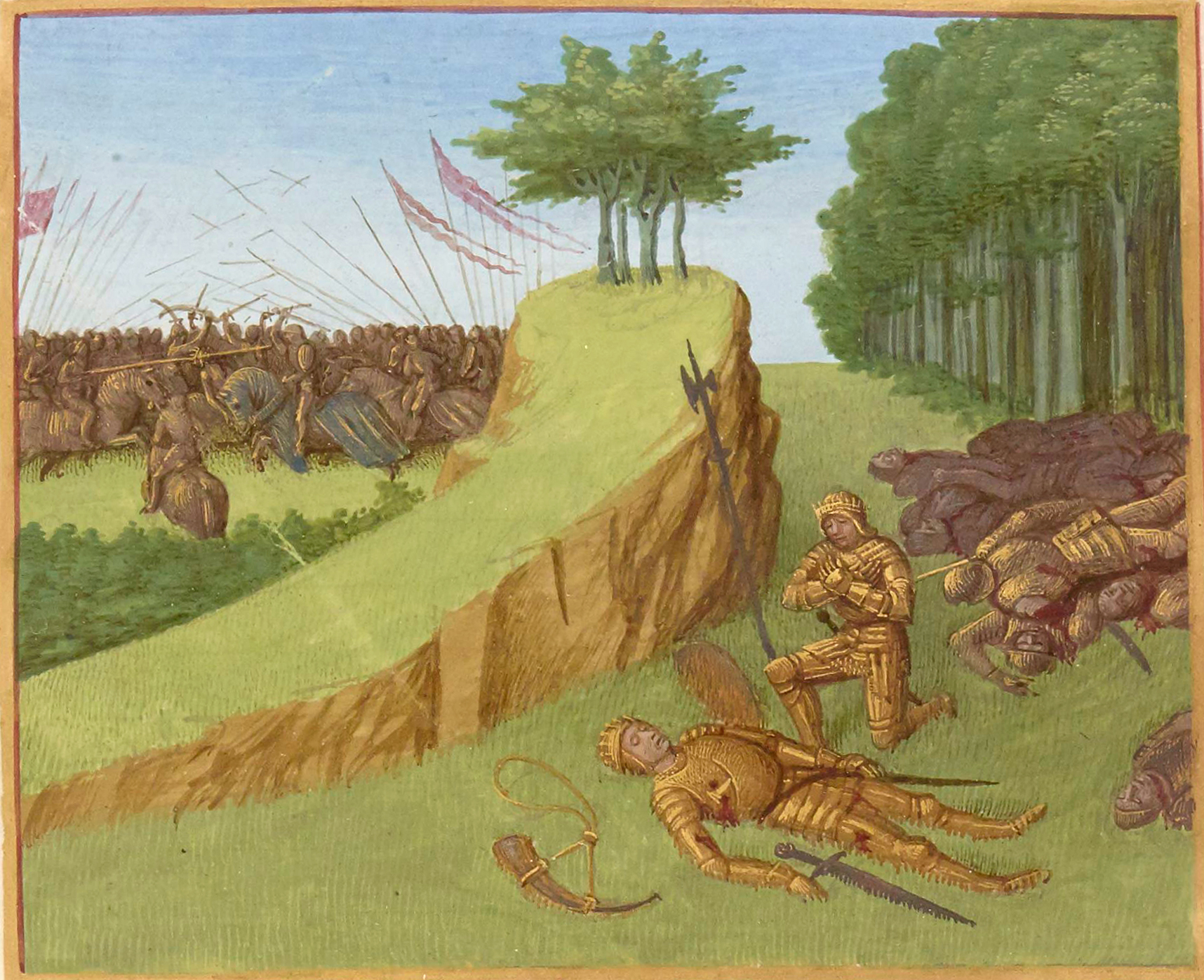
Grandes Chroniques de France: der Tod Rolands (Jean Fouquet, Tours, um 1455–1460)

Das Epitaph des Rolandsgrabs befindet sich in der Pariser Nationalbibliothek.
Unter dem Namen Roland ist Hruotland der Hauptheld des altfranzösischen Rolandsliedes (entstanden um 1100), eines Heldenepos (Chanson de geste), das seinerseits Vorlage für eine Vielzahl literarischer Werke in ganz Westeuropa geworden ist, bis hin ins 16. Jahrhundert mit dem Orlando Innamorato von Boiardo sowie dessen Fortsetzung Orlando Furioso durch Ariost oder dem in Mexiko abgefassten und in Spanien 1624 auf Spanisch gedruckten Epos El Bernardo von Bernardo de Balbuena. Das älteste bekannte Exemplar des Rolandliedes (chanson de Roland) stammt aus dem sogenannten Oxforder Manuskript, das angeblich um 1100 von einem Mann namens Turold geschrieben wurde.

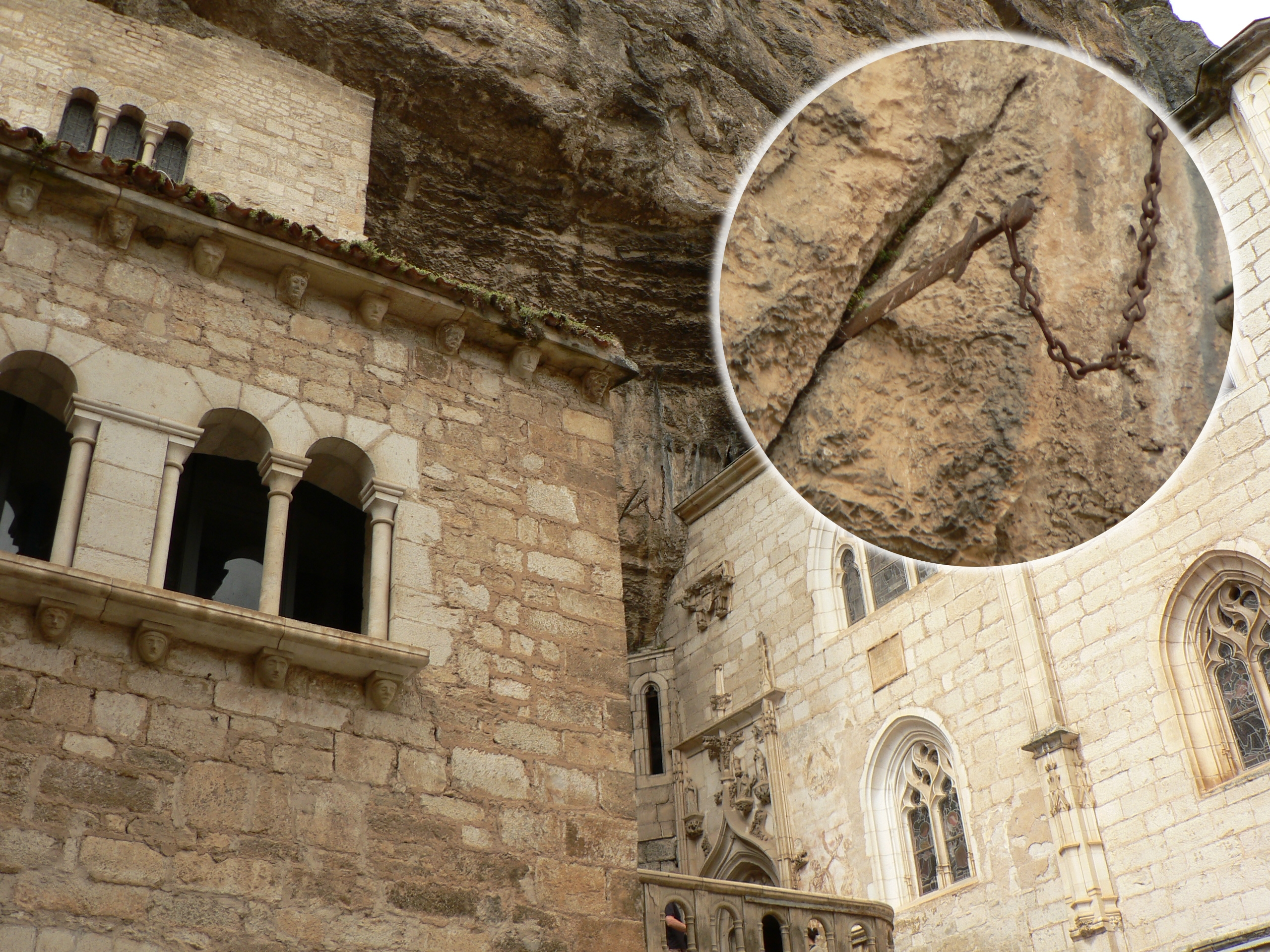
Der Legende nach steckt das Schwert Durendal noch heute im Felsen von Rocamadour

In diesen Werken, aber teilweise auch in der älteren Geschichtsschreibung gilt Roland alias Hruotland als Neffe Karls des Großen, wofür es aber keine sicheren Belege gibt. Die Sage um Roland soll aus Volkserzählungen unter den Franken entstanden sein, was aber ebenfalls nicht belegt werden kann; das älteste bekannte Schriftdokument, das die Sage des Roland erzählt, ist das dem Erzbischof Turpin von Reims zugeschriebene Turpini historia de vita Caroli Magni et Rolandi, das Ende des 11. Jahrhunderts in Spanien bekannt war. In dieser Erzählung kämpft Roland gegen den gigantischen Maurenkämpfer Ferracutus, dessen einzige verwundbare Stelle sein Nabel war. Später wurde die Erzählung um immer mehr und immer fantastischere Elemente erweitert, darunter sein Olifant, ein mittelalterliches Horn, und das Schwert Durendal: Unter den baskischen Bergbewohnern der Gegend kursiert die Sage, dass in stürmischen Nächten das Echo seines Olifanten zu hören sei, in das der Sterbende gestoßen haben soll, um das Hauptheer Karls zu Hilfe zu rufen bzw. zu warnen. Dieser Olifant soll in Bordeaux vergraben sein, sein Schwert Durendal befindet sich angeblich in Rocamadour.
In Katalonien entwickelte sich eine Legende um einen Giganten namens Rotllà.

## Symbol für Stadtfreiheit

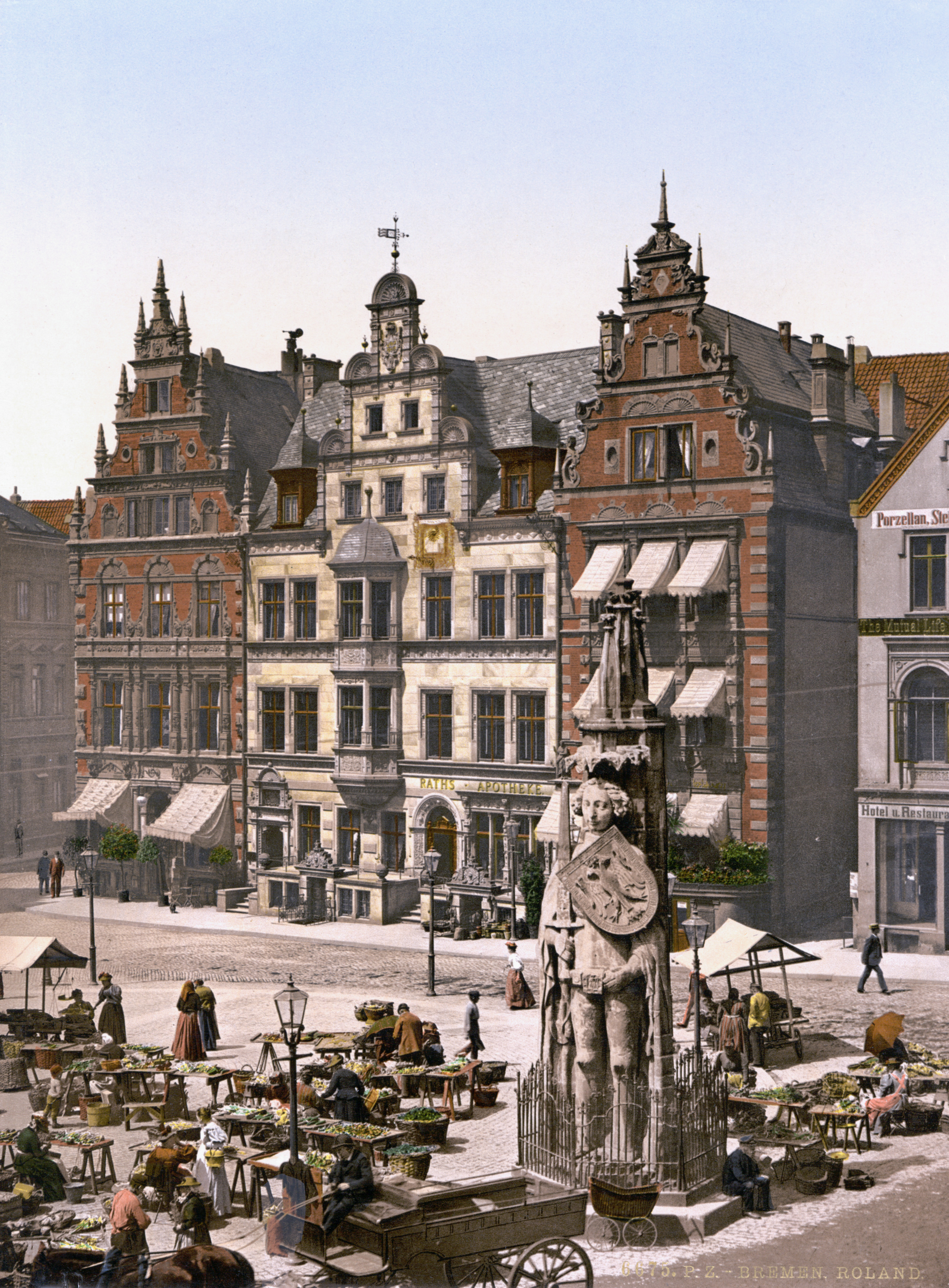
Der Bremer Roland um 1900

Als Paladin des mächtigen Königs Karl wird Roland seit dem 14. Jahrhundert, auch unter dem Einfluss Karls IV., zum Sinnbild für die Freiheit der Städte gegenüber dem Territorialfürsten. Als Zeichen für diese Freiheit wurden in vielen Städten Rolandstatuen aufgestellt. Dies war vor allem im deutschen Kulturraum verbreitet; hier ist besonders der 1404 aufgestellte Bremer Roland bekannt, dessen hölzerner Vorgänger im Auftrag des ungeliebten Erzbischofs Albert II. von Bremen verbrannt worden sein soll. Unter Bremern gilt er als Warnung vor dem Angriff auf die Stadt- und Bürgerrechte.